# Эстурой
Э́стурой (фар. Eysturoy, дат. Østerø — «восточный остров») — второй по площади и по населению (после острова Стреймой) остров Фарерских островов. 
Между островами Стреймой и Эстурой в 1973 году был построен мост Стреймин. В 2006 году был построен тоннель длиной 6,2 километра, который соединил Эстурой с островом Борой и другими островами северной части Фарерских островов. В 2020 году был построен тоннель, соединяющий Эстурой с островом Стреймой.
На Эстурой находится самая высокая точка страны — пик Слаттаратиндур (880 м). Вглубь острова врезается самый крупный фьорд Фарер — Скалафьордур.

## Известные уроженцы
- Хайнасон, Магнус (1548—1589) — фарерский мореплаватель, торговец и капер.